# Марезон-Пекол (Белуно)
Марезон-Пекол (итал. Mareson-Pecol) је насеље у Италији у округу Белуно, региону Венето.
Према процени из 2011. у насељу је живело 316 становника. Насеље се налази на надморској висини од 1338 м.